# Arroyo (torrente)

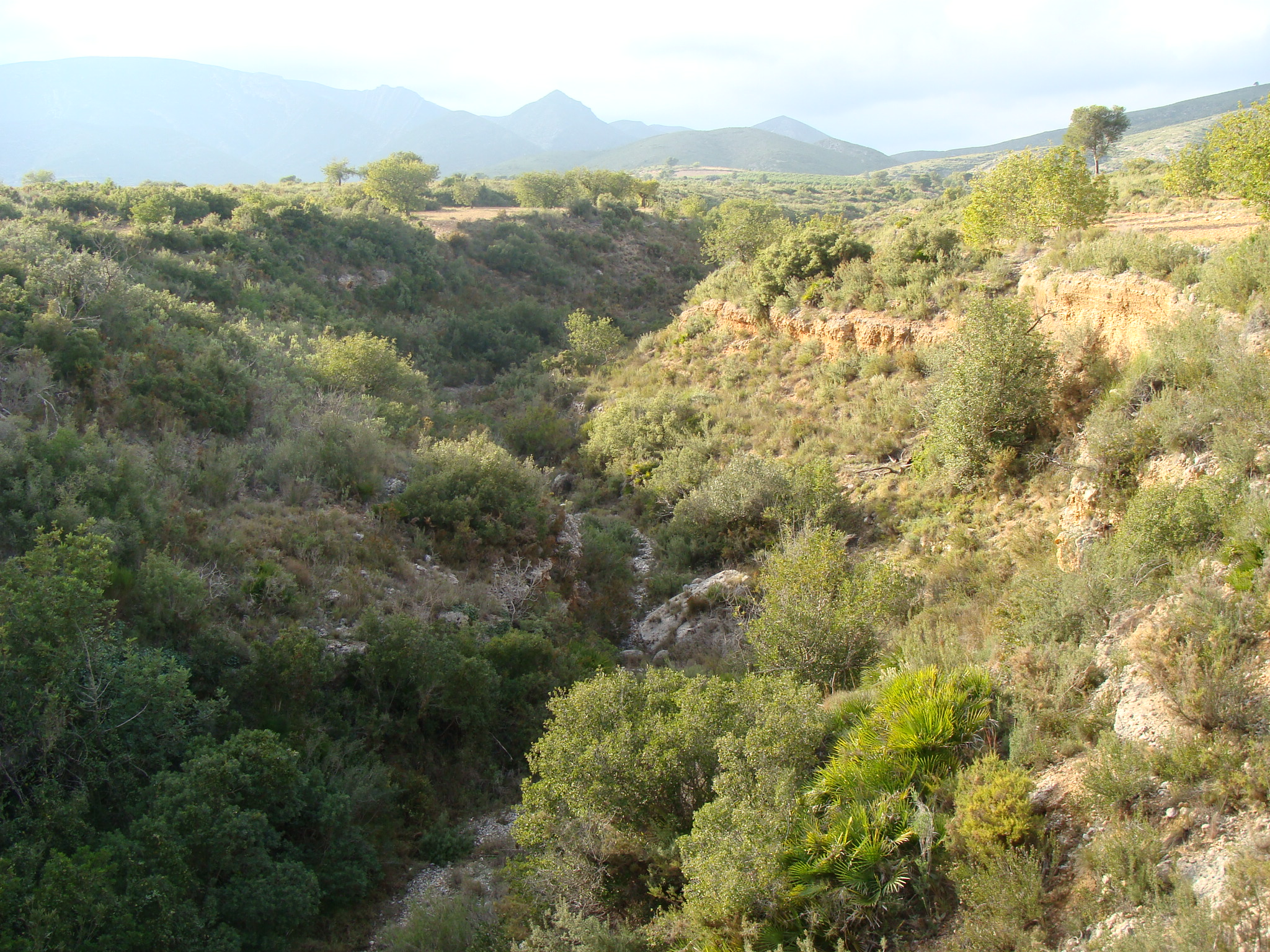
Arroyo di La Colaita (Valencia)

Un arroyo è il letto asciutto di un ruscello che viene temporaneamente riempito dall'acqua in seguito ad una forte pioggia, o stagionalmente. Come tale, il termine è similabile a uadi. Gli arroyo possono essere naturali o artificiali. Si trovano soprattutto in ambienti montani desertici. In molte comunità rurali gli arroyo sono le principali vie di comunicazione, in molte comunità urbane vengono usati come percorsi pedonali o per cavalli.
La Drainage Ordinance della contea di Doña Ana in Nuovo Messico definisce un arroyo come "un corso d'acqua che contiene un effimero flusso, fornendo un principale drenaggio per un'area di almeno 0,16 km2".
Un esempio di arroyo artificiale si può trovare ad Albuquerque, molti chilometri di canali di scolo realizzati in cemento all'aria aperta che alla fine confluiscono in un canale noto come North Diversion Channel che si immette nel Rio Grande. Dopo il completamento del San Juan Project Water Treatment Plant, la parte del fiume in eccesso entra a far parte della fornitura idrica cittadina.
Sono state svolte ricerche sul modello idrologico relativo agli arroyo.
Gli arroyo artificiali sono un problema per gli agricoltori. Nelle zone poco adatte per l'agricoltura, i coloni spesso usano canali per la distribuzione dell'acqua. Le inondazioni improvvise possono causare la rottura degli arroyo profondi e il deposito di sedimenti sulle terre inondate. Questo abbassa il livello delle falde acquifere dell'area circostante, rendendo insostenibile l'agricoltura. L'abbassamento della falda superficiale delle valli fluviali delle zone desertiche riduce la presenza di sale nel suolo, rendendolo accettabile per l'agricoltura.
Nonostante non sia tecnicamente un arroyo, il fiume Los Angeles è il più famoso esemplare di questi sistemi di drenaggio aperti.